# Assedio di Nyenschantz (1656)
L'assedio di Nyenschantz fu uno scontro combattuto tra esercito svedese e l'esercito russo che ebbe luogo nel giugno del 1656 nei pressi della Fortezza di Nien (Nyenschantz) durante la guerra russo-svedese (1656-1658).
La fortezza di Nien era stata fondata da re Carlo IX di Svezia nel 1611 su una parte delle terre annesse dalla Russia sulla base del pretesto che questa non aveva rispettato il trattasto di Vyborg.
Nel giugno del 1656, il voivoda russo Pëtr Ivanovič Potëmkin prese la fortezza di Nyenschantz, ma dopo la guerra, sia la fortezza che i territori circostanti passarono alla Svezia.
La fortezza venne ripresa dai russi sotto Pietro il Grande, dopo una settimana di assedio, il 12 maggio 1703 durante la grande guerra del nord. La città venne ribattezzata Schlotburg.